# Hypercorrectie
Hypercorrectie (of regressiefout) is een verschijnsel in de taal waarbij de spreker een vermeende taalfout ten onrechte 'corrigeert'. 
Sprekers die hun best doen om 'netjes' te spreken gaan soms te ver als ze een standaardwoord aanzien voor een dialectwoord. Wanneer ze het woord op dezelfde manier 'verbeteren' als ze dat bij een dialectwoord zouden doen, is er sprake van hypercorrectie of regressiefout.
Soms is niet geheel duidelijk of er sprake is van een hypercorrectie of van een contaminatie. Zo gebruiken nogal wat mensen refereren naar, wat gezien kan worden als een overdreven correct taalgebruik, maar dat tegelijk ook een verhaspeling is van refereren (aan) en (verwijzen) naar.

## Voorbeelden

### Hypercorrectie in uitspraak en spelling
- Vermijding van een ie-klank aan het eind van een woord. 
  - Kaai (correct) werd kade (hypercorrect), omdat een (toenmalig) dialectwoord als hei correct als heide diende te worden uitgesproken.
  - Een kopje kofje (ook 'grappig' bedoeld, kofje is tevens een Frisisme) ter vermijding van koppie koffie.
  - Flopje voor het Engelse leenwoord floppy.
  - Niet mijn pakje-aan in plaats van niet mijn pakkie-an, wat op zich weer een voorbeeld is van volksetymologie, want afgeleid van het Indonesische bagian (afdeling).
- Een intervocalische w 'verbeteren' naar een d, omdat een uitspraak met een w als informeel wordt ervaren, zoals bij kouwe in plaats van koude
  - beeldhouder of beeldhoudster (hypercorrect) in plaats van beeldhouwer, respectievelijk beeldhouwster (correct),
- Het stemhebbend uitspreken van medeklinkers die in correct Nederlands stemloos zijn, om zich te behoeden voor het maken van de omgekeerde fout, bijvoorbeeld
  - zamenvatting in plaats van samenvatting
  - zuiker in plaats van suiker
  - prozent in plaats van procent
- Een 'Latijnse' meervoudsvorming toepassen op woorden waarbij dit incorrect is, bijvoorbeeld valuta in plaats van het juiste valuta's.
- Rigoureus toepassen van de stam+t-regel, ook bij onregelmatige werkwoorden waarbij dit niet juist is, zoals hij wilt (correct is: hij wil).
- Vloepapier in plaats van vloeipapier (papier om vloeistoffen zoals inkt mee op te zuigen), omdat dialect koei als koe diende te worden uitgesproken.
- De Groninger of Tukker die zegt naar de bioschoop te gaan, omdat de klank sk als plat geldt.

In de Nederlandse taal geaccepteerde hypercorrecte vormen:
- De plaatsnaam Hollandsche Rading. Rading is een hypercorrecte vorm van raaiing, dat lijn of grens betekent.
- Cyclaam (hypercorrect) als naam voor sierplanten van het geslacht Cyclamen (correct), omdat de geslachtsnaam als meervoud wordt ervaren.
- Woudaap(je) (hypercorrect) voor wouwaapje (correct)

### Hypercorrectie in grammatica
- Mensen die geleerd hebben dat hun fout is in zinnen als ik keek naar hun, en dat de juiste vorm hen is, kunnen ten onrechte de indruk krijgen dat hun te allen tijde fout is en ook hen gaan gebruiken waar de zin wél hun vereist, zoals in ik geef hen een cadeau of dat is hen vakantiehuis.
- De regel dat een vergrotende trap gevolgd wordt door dan en niet als (ik ben groter dan jij, niet ik ben groter als jij) maakt dat sommige taalgebruikers foutievelijk ook na een stellende trap dan gebruiken: ik ben twee keer zo groot dan jij.

### Hypercorrectie in woordenschat
- Wondermooi is een Vlaams woord ontstaan door de vervanging van het 'Vlaamse' "schoon" naar het 'standaard' "mooi" in wonderschoon.

## Overige vormen van hypercorrectie
Voorbeelden die ook soms alleen om de grap bedoeld zijn: Hij sloeg in zijn examen — Ze sloeg erin haar schoenen te verwisselen — De examenperiode was lastig, maar hij heeft er zich door geslaan. Hetzelfde fenomeen treedt overigens vaker op bij verslaan, doordat verslaan twee basisbetekenissen heeft: "overwinnen"1 en "een verslag maken van"2. Voor 1 zul je nog wel het correcte "Amerika heeft Japan verslagen" horen, maar voor 2 vaak het foute "hij heeft de voetbalwedstrijd verslaan".
Verwant met hypercorrectie is de wens om als buitenstaander dialect te spreken, in de Achterhoek "plat proate met pien in de boek" (plat praten met buikpijn) genoemd. Ten grondslag hieraan ligt de gedachte, dat er eenvoudige regels zijn om van het woord in de ene taal door een klankverschuiving het anderstalige woord te maken. Bij leenwoorden gaat het dan mis, maar ook bij inheemse voorbeelden zijn er tal van uitzonderingen.
Voorbeeld:
- "Wie motte besjlist nog eens sjaoke," ("We moeten beslist nog eens schaken.") van iemand die Limburgs probeert te spreken, vanuit de gedachte dat de Nederlandse a in het Limburgs een ao wordt (bijvoorbeeld jaar → jaor, avond → aovendj). Schaken krijgt in het Limburgs echter geen ao, maar behoudt zijn a: sjake.